# 托瓦爾納
49°35′40″N 22°56′57″E / 49.59444°N 22.94917°E
托瓦爾納（烏克蘭語：Товарна），是烏克蘭西部的村莊，隸屬利維夫州的桑比爾區。該村面積0.93平方公里，海拔高度295米，2001年人口168，人口密度每平方公里180.26人。